# Abraxas stresemanni
Abraxas stresemanni är en fjärilsart som beskrevs av Rothschild 1915. Abraxas stresemanni ingår i släktet Abraxas och familjen mätare. Inga underarter finns listade i Catalogue of Life.